# Nogu
Nogu – wieś w Estonii, w prowincji Võru, w gminie Rõuge.